# Tiradelphe schneideri
Tiradelphe schneideri  (лат.) — вид бабочек из семейства нимфалид (Nymphalidae), выделяемый в монотипный род Tiradelphe. Эндемик Соломоновых островов (остров Гуадалканал). В Красном списке МСОП этот вид находится в категории EN (Endangered — Находится под угрозой).